# كلية علوم وهندسة الحاسبات بينبع

تأسست كلية علوم وهندسة الحاسبات بينبع عام 1430 هـ الموافق 2010، وهي إحدى الكليات التابعة لجامعة طيبة، تقع الكلية بمدينة ينبع البحر بمنطقة المدينة المنورة، وهي مدينة ساحلية مطلة على البحر الأحمر. توفر الكلية برامج الدبلوم والبكالوريوس في مجالات الحاسب المختلفة للطلاب والطالبات، يبلغ عدد المنتسبين للكلية قرابة 500 طالب وطالبة، 25 عضو هيئة تدريس، و25 موظف.
وقد تم افتتاح اكاديمية سيسكو للشبكات بالتنسيق مع شركة سيسكو في العام الدراسي 2014-2015، حيث تعتبر هذه الخطوة ضمن إستراتيجية الكلية للتحول إلى منظمة متعلمة.